# Erwin Kaldarasch
Erwin Kaldarasch (* 19. April 1940 in Brodina) ist ein deutscher Handballspieler und -trainer.
Er spielte für den SC DHfK Leipzig. Mit diesem Verein gewann er 1966 den Europapokal der Landesmeister.
Im Aufgebot der Männer-Handballnationalmannschaft der DDR spielte Erwin Kaldarasch bei der Weltmeisterschaft 1964. Insgesamt bestritt er acht Länderspiele für die DDR.
Kaldarasch trainierte von 1967 bis 1976 die Mannschaft der SV Post Schwerin, die er in die höchste Spielklasse, die Oberliga, führte. Von 1983 bis 1986 und 1998/1999 trainierte er die Schweriner erneut. Von 1977 bis 1979, von 1987 bis 1989 und wieder ab Januar 2004 war er Trainer der Algerische Männer-Handballnationalmannschaft. Weiterhin trainierte er vier Jahre die Handballnationalmannschaft der Vereinigten Arabischen Emirate. Er war vor 2003 auch als Handballtrainer in Indien, Kamerun und Mali tätig.

## Belege
1. ↑  Statistik auf www.dhb.de
2. ↑  Geburtstage im April 2009. In: HM - Das Handballpremiummagazin. April 2009, S. 13.
3. ↑  www.handball-world.com, 19. April 2010
4. ↑  Algerien gegen Potsdam. In: pnn.de. Ehemals im Original (nicht mehr online verfügbar); abgerufen am 24. Mai 2017. (Seite nicht mehr abrufbar. Suche in Webarchiven)
5. ↑  Duderstadt gegen Algerien. (Memento vom 18. Dezember 2012 im Webarchiv archive.today) extratip-goettingen.de
6. ↑  Kaldarasch nach Algerien. In: Berliner Zeitung. 21. Januar 2004, abgerufen am 12. März 2025.

| Personendaten    | Personendaten                          |
| ---------------- | -------------------------------------- |
| NAME             | Kaldarasch, Erwin                      |
| KURZBESCHREIBUNG | deutscher Handballspieler und -trainer |
| GEBURTSDATUM     | 19. April 1940                         |
| GEBURTSORT       | Brodina                                |